# Proyección de Miller

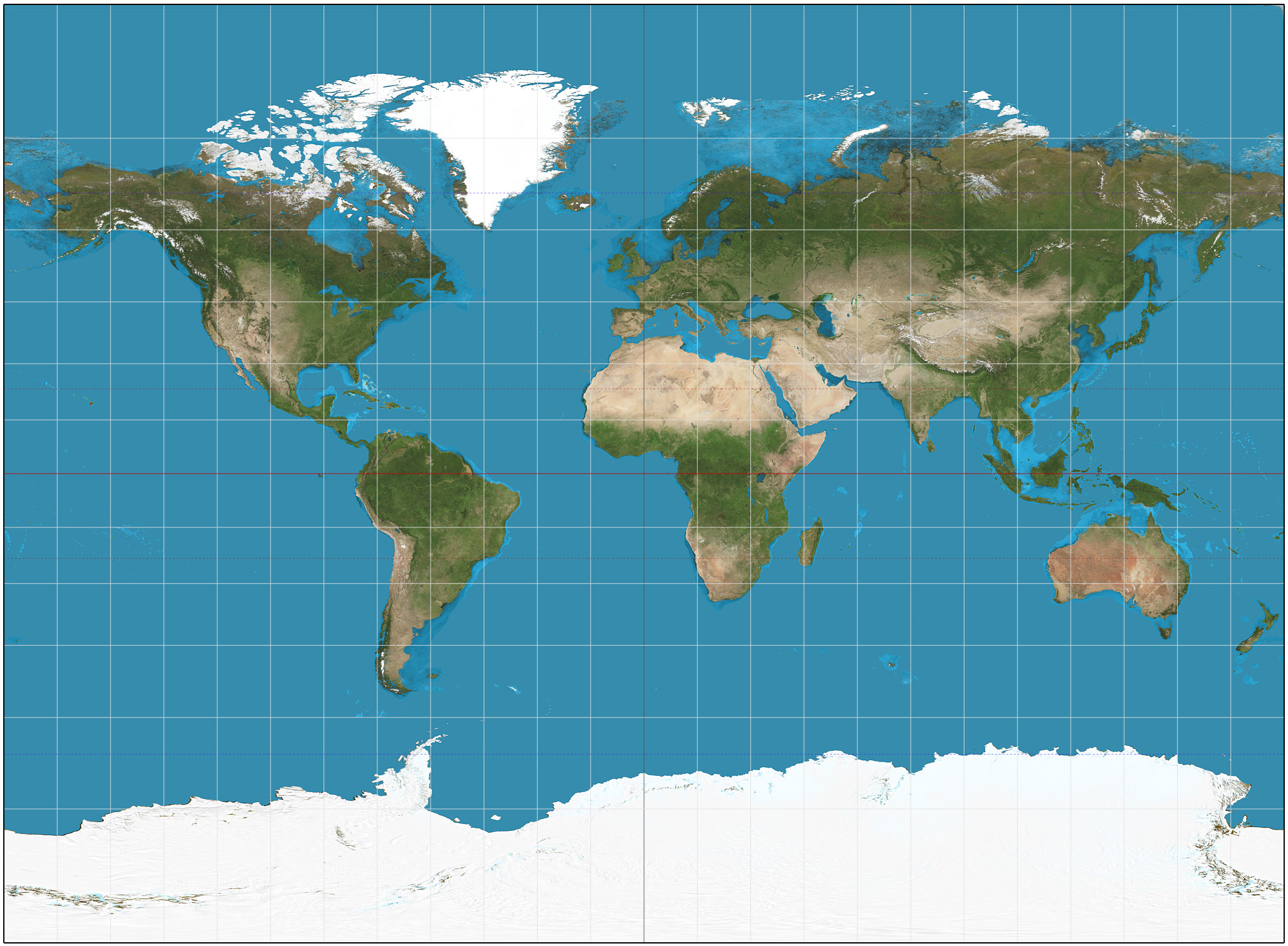
mapamundi bajo la proyección Miller

Proyección de Miller con indicadores de distorsión

La proyección cilíndrica de Miller es una proyección de Mercator modificada, propuesta por el cartógrafo estadounidense Osborn Maitland Miller en 1942. La latitud se escala por un factor de 4 ⁄ 5 , proyectado de acuerdo con Mercator, y luego el resultado se multiplica por 5 ⁄ 4 para retener la escala a lo largo del ecuador. Por lo tanto:
{\displaystyle {\begin{aligned}x&=\lambda \\y&={\frac {5}{4}}\ln \left[\tan \left({\frac {\pi }{4}}+{\frac {2\varphi }{5}}\right)\right]={\frac {5}{4}}\sinh ^{-1}\left(\tan {\frac {4\varphi }{5}}\right)\end{aligned}}}
o inversamente
{\displaystyle {\begin{aligned}\lambda &=x\\\varphi &={\frac {5}{2}}\tan ^{-1}e^{\frac {4y}{5}}-{\frac {5\pi }{8}}={\frac {5}{4}}\tan ^{-1}\left(\sinh {\frac {4y}{5}}\right)\end{aligned}}}
donde λ es la longitud desde el meridiano central de la proyección, y φ es la latitud. Los meridianos son, por lo tanto, aproximadamente 0.733 la longitud del ecuador. 
Hay una variante conocida como proyección compacta de Miller, donde el espaciado entre paralelos deja de crecer después de 55 grados.